# Ravilloles
Ravilloles è un comune francese di 522 abitanti situato nel dipartimento del Giura nella regione della Borgogna-Franca Contea.

## Storia

### Simboli
Lo stemma, adottato dal comune nel 1987, è stato creato in collaborazione con l'allora direttore del Parc naturel régional du Haut-Jura. Ravilloles è situato su un costone boscoso, tra i 600 e i 700 metri d’altezza, e a questa posizione si riferisce la scelta iconografica della linea di partizione inclinata. L'abete simbolizza la vasta foresta che circonda il comune, mentre il bombo, bourdon in francese, è il soprannome dato agli abitanti fin dal XVII secolo.

## Società

### Evoluzione demografica
Abitanti censiti